# Siphamia tubifer
Siphamia tubifer és una espècie de peix pertanyent a la família dels apogònids.

## Descripció
- Pot arribar a fer 5 cm de llargària màxima.
- Cos entre marró i negre i amb dues taques blanques.[5][6]

## Hàbitat
És un peix marí, associat als esculls i de clima tropical.

## Distribució geogràfica
Es troba al Pacífic occidental central: Indonèsia i Tonga.

## Observacions
És inofensiu per als humans.